# Spencer Fullerton Baird
Spencer Fullerton Baird (Reading, 3 febbraio 1823 – Woods Hole, 19 agosto 1887) è stato un ornitologo e ittiologo statunitense.
Baird si laureò al Dickinson College di Carlisle, Pennsylvania, nel 1840. L'anno seguente organizzò un'escursione ornitologica attraverso le montagne della Pennsylvania, coprendo a piedi in ventuno giorni la distanza di 400 miglia (più di 640 chilometri), di cui 60 miglia (circa 96 km) solo l'ultimo giorno.
Nel 1838 conobbe John James Audubon, il quale lo incoraggiò a concentrare i suoi studi sull'ornitologia, regalandogli a tal fine una parte della sua collezione di uccelli.
Dopo gli studi di medicina, nel 1845 Baird divenne professore di storia naturale al Dickinson College, ove assunse anche la cattedra di chimica ed insegnò fisiologia e matematica.
Dal 1850 al 1878 fu assistente segretario della Smithsonian Institution di Washington, della quale assunse la carica di segretario alla morte di Joseph Henry. Nel 1871 entrò a far parte della U.S. Commission of Fish and Fisheries, di cui rimase membro sino alla sua morte.
La notevole varietà degli interessi scientifici di Baird è testimoniata dalla sua vasta produzione scientifica, in cui figurano lavori di botanica, antropologia, zoologia, geologia, mineralogia, iconografia, oltre ad opere di ornitologia. Per molti anni curò inoltre un annuario in cui veniva presentata una sintesi dei principali progressi della ricerca in tutti i campi della scienza.
Tra il 1850 e il 1860 coordinò varie spedizioni scientifiche governative nell'ovest degli Stati Uniti, e scrisse un manuale ad uso del personale incaricato di raccogliere gli specimen di piante, animali e rocce.
Baird morì nel laboratorio di biologia marina di Woods Hole nel Massachusetts, istituzione alla cui fondazione aveva lui stesso contribuito, e che diede un apporto considerevole all'ittiologia scientifica ed economica negli USA.

## Opere
Baird fu autore di più di mille articoli, tra i quali figurano:
1. Catalog of North American Reptiles (del 1853, curato assieme a Charles Frédéric Girard);
2. Birds, in the series of reports of explorations and surveys for a railway route from the Mississippi river to the Pacific ocean (1858), che Elliott Coues definì una delle più importanti pubblicazioni ornitologiche mai pubblicate, e una tappa significativa nella storia dell'ornitologia americana.
3. Mammals of North America: Descriptions based on Collections in the Smithsonian Institution (Filadelfia, 1859);
4. History of North American Birds (Boston, 1875-1884; 3 volumi sugli uccelli terrestri e due su quelli acquatici), scritto assieme a Thomas Mayo Brewer e Robert Ridgway.

## Eponimia
A Baird è stato dedicato il nome di molte specie animali scoperte nel XIX secolo, tra le quali:
- il passero di Baird (Ammodramus bairdii), in inglese Baird's Sparrow;
- il gambecchio di Baird (Calidris bairdii), in inglese Baird's Sandpiper
- il tapiro di Baird (Tapirus bairdii), in inglese Baird's Tapir
- il trogone di Baird (Trogon bairdii), in inglese Baird's Trogon
- l'alepocefalo (Alepocephalus bairdii), in inglese Baird's smooth-head
- il Berardio di Baird (Berardius bairdii), in inglese Baird's Beaked Whale
- la grancevola artica (Chionoecetes bairdi), in inglese Tanner Crab

Prende il nome dall'ornitologo americano, infine, il genere Bairdiella della famiglia Sciaenidae (ordine dei Perciformes).